# 京都府道369号八原田上弓削線
京都府道369号八原田上弓削線（きょうとふどう369ごう やはらだかみゆげせん）は、京都府南丹市美山町から京都市右京区に至る一般府道である。

## 概要
南丹市美山町知見から京都市右京区京北上弓削町に至る。
南丹市美山町河内谷から終点まで未通区間である。

### 路線データ
- 起点：南丹市美山町知見
- 終点：京都市右京区京北上弓削町（国道162号交点）

## 路線状況

### 重複区間
- 京都府道38号京都広河原美山線（南丹市美山町中）

## 地理

### 通過する自治体
- 京都府
  - 南丹市 - 京都市（右京区）

### 交差する道路
| 交差する道路                              | 市町村名 | 市町村名 | 交差する場所 | 交差する場所 |
| ----------------------------------------- | -------- | -------- | ------------ | ------------ |
| 京都府道38号京都広河原美山線 重複区間起点 | 南丹市   | 南丹市   | 美山町中     |              |
| 京都府道38号京都広河原美山線 重複区間終点 | 南丹市   | 南丹市   | 美山町中     | 中交差点     |
| 未供用区間                                |          |          |              |              |
| 国道162号未供用                           | 京都市   | 右京区   | 京北上弓削町 | 終点         |

### 沿線
- 正法寺
- 心蓮寺
- 美山中郵便局
- 南丹市立知井小学校
- 美山自然文化村キャンプ場
- 聖徳寺